# 七里恒順
七里 恒順（しちり こうじゅん、1835年8月5日（天保6年7月11日） - 1900年（明治33年）1月29日）は明治時代の浄土真宗の僧侶である。

## 生涯
1835年（天保6年）、現在の新潟県長岡市横路にある本願寺派明鏡寺生まれ。11歳で出家し、14歳で僧朗勧学の門に入った。のちに博多にある萬行寺に入り、萬行寺の歴史の中でも寺を代表する名僧となる。本山本願寺の執行を務めるほか、本願寺派の学僧の最高位である勧学の授与が打診されるほどであった（本人は固辞し、没後に贈られた）。
萬行寺では私塾を開いたり、子ども会を組織するなど多くの人々を教化していた。
1900年（明治33年）1月29日死去。